# Torre de Santa Cristina
El Torre de Santa Cristina es un edificio fortificado de la población de La Bisbal del Panadés perteneciente a la comarca catalana del Bajo Panadés en la provincia de Tarragona. Está incluido en el Inventario del Patrimonio Arquitectónico de Cataluña y protegido como Bien Cultural de Interés Nacional.

## Historia
Según el señor Solé i Caralt la casa fortificada que hay junto a la ermita de Santa Cristina corresponde a un Castrum (castillo) del siglo X. Situado en el milenario camino de Villafranca del Panadés a Valls, en el lugar más alto de la sierra, servía de refugio a los cristianos en una zona que fue numerosas veces frontera cristiano-sarracena durante el siglo X.

## Descripción
La casa fortificada tiene una forma cuadrada y su estado es muy ruinoso. El material empleado en su edificación fue la piedra, bien en forma de grandes bloques -la parte baja-, bien en forma de encofrado de tapial -parte alta-. La fachada consta de una abertura en un arco con grandes bloques de piedra como dovelas. Destacan también las seis aspilleras que todavía se pueden ver perfectamente y que denotan su posible uso como refugio. Detrás de la casa fortificada se encuentra la cueva o ermita de Santa Cristina.